# SpaceX COTS Demo Flight 1
SpaceX COTS Demo Flight 1 è stato il primo volo spaziale orbitale del veicolo Dragon e il secondo volo complessivo del razzo Falcon 9 prodotto da SpaceX. È stato anche il primo volo dimostrativo per il programma COTS (Commercial Orbital Transportation Services) della NASA. Gli obiettivi primari della missione erano testare la manovra orbitale e il rientro della capsula. La missione mirava anche a testare le correzioni al razzo Falcon 9, in particolare il rollio del primo stadio verificatosi durante il primo volo. Il decollo è avvenuto l'8 dicembre 2010 alle 15:43 UTC.
Il successo della missione ha permesso a SpaceX di portare avanti il suo piano di test sui veicoli. Considerati i due lanci consecutivi effettuati con successo, SpaceX chiese alla NASA di combinare gli obiettivi stabiliti per le restanti due missioni COTS e consentire un attracco sulla ISS durante il volo successivo. Questa missione di test combinata fu completata nel maggio 2012, consentendo l'avvio del contratto Commercial Resupply Services. I voli commerciali sono iniziati nell'ottobre 2012 con la missione CRS-1.

## Contratto COTS
Il 18 agosto 2006, la NASA annunciò che SpaceX aveva vinto un contratto Commercial Orbital Transportation Services (COTS) per dimostrare la capacità di consegna di carico alla Stazione spaziale internazionale con una possibile opzione per il trasporto dell'equipaggio. Il contratto, dal valore di 278 milioni di dollari, garantiva lo sviluppo del veicolo di lancio Falcon 9, con pagamenti di ulteriori incentivi erogati al raggiungimento di vari step. Il COTS Demo Flight 1 è stato il primo dei lanci previsti da questo contratto. L'accordo originale con la NASA prevedeva che il COTS Demo Flight 1 si verificasse nel secondo trimestre del 2008; questo volo è stato ritardato più volte, fino ad essere effettuato nel dicembre 2010.

## La missione
I due stadi e la capsula Dragon per il secondo Falcon 9 furono costruiti presso lo stabilimento di produzione di SpaceX a Hawthorne, in California, e sono stati consegnati agli impianti di SpaceX a Cape Canaveral nel luglio e nell'agosto 2010. Tra settembre e dicembre la compagnia effettuò test tecnici preliminari al lancio, tra cui un WDR (Wet Dress Reharsal) e un test di accensione statica.
Il 22 novembre 2010, SpaceX annunciò di aver ricevuto una licenza per il rientro di veicoli spaziali dall'Office of Commercial Space Transportation della Federal Aviation Administration per il volo. Si trattò della la prima licenza del genere concessa  a un'impresa privata.

### Il lancio
Il lancio era previsto per l'8 dicembre 2010, con finestre di lancio disponibili dalle 14:00 alle 14:06, dalle 15:38 alle 15:43 e dalle 17:16 alle 17:24 UTC. Il primo tentativo era originariamente programmato per la metà della prima finestra di lancio, alle 14:03 UTC, ma fu spostato alla fine della finestra alle 14:06 UTC. Questo tentativo fu interrotto a pochi minuti dal lancio a causa di falsi dati di telemetria. Il lancio fu effettuato con successo alle 15:43 UTC.
Durante l'orbita, fu eseguita una serie di test automatizzati, incluso il controllo termico e il controllo dell'assetto per mantenere ininterrotti i collegamenti dati TDRS. Alle 16:15 UTC, SpaceX annunciò di aver raggiunto il contatto con il modulo Dragon tramite il sistema TDRS. Dopo le due orbite pianificate, il veicolo fu comandato manualmente per iniziare una deorbit burn, con conseguente ammaraggio nell'Oceano Pacifico alle 19:02 UTC a circa 800 km (500 miglia) a ovest della Baja California, dopo che tutti e tre i paracadute furono dispiegati con successo. SpaceX riferì che tutti gli obiettivi del test erano stati completati.] Dal lancio allo splashdown, il volo dimostrativo è durato 3 ore, 19 minuti e 52 secondi.

## Carichi addizionali
Il Falcon 9 ha portato in orbita anche un piccolo numero di nanosatelliti. Sono stati inclusi il primo nanosatellite dell'esercito americano, Space and Missile Defense Command - Operational Nanosatellite Effect, o SMDC-ONE e due nanosatelliti per il CubeSat Experiment (QbX), fornito dall'Ufficio nazionale di ricognizione degli Stati Uniti, per una missione di 30 giorni.
Uno dei carichi all'interno della navicella Dragon era un barile di metallo contenente una ruota di formaggio francese Le Brouère. Fu caricato come uno scherzo e fa riferimento allo sketch Il negozio di formaggi del Monty Python's Flying Circus. Il coperchio del barile, invece, aveva un'immagine del poster del film parodia del 1984 Top Secret!. L'amministratore delegato di SpaceX non rivelò la natura del carico durante la conferenza stampa post-splashdown, per paura che lo scherzo offuscasse i risultati della missione.